# Abde Ezzalzouli
Abdessamad Ezzalzouli (Béni-Mellal, 17 december 2001) is een Marokkaans profvoetballer die doorgaans speelt als aanvaller. Hij verruilde FC Barcelona in september 2023 voor Real Betis. Ezzalzouli maakte in 2022 zijn debuut in het Marokkaans voetbalelftal.

## Clubcarrière
Ezzalzouli werd geboren in Marokko⁣, maar verhuisde op vierjarige leeftijd naar Spanje. Hij begon op zevenjarige leeftijd met voetballen in de jeugd van Peña Ilicitana Raval. Hij kwam daarna ook uit voor verschillende andere amateurclubs en werd in 2016 opgenomen in de jeugdopleiding van Hércules. Ezzalzouli debuteerde hiervoor in december 2019 in het eerste elftal, in de Primera División RFEF.
Ezzalzouli speelde 21 wedstrijden voor Hércules. Hij tekende in augustus 2021 vervolgens bij FC Barcelona, waar hij voor FC Barcelona B ging spelen. Hij maakte op 30 oktober 2021 zijn debuut in het eerste elftal van Barcelona, in een competitiewedstrijd tegen Deportivo Alavés (1–1). Hij viel die dag in de 80e minuut in. Ezzalzouli verlengde op 1 september 2022 zijn contract bij FC Barcelona met vier jaar en vertrok meteen op huurbasis naar Osasuna. Hiermee werd hij in 2022/23 zevende in de Primera División. Hij droeg hier aan bij met onder meer het winnende doelpunt tijdens een 2–3 overwinning uit bij Sevilla en beide doelpunten tijdens een 2–1 overwinning thuis tegen Elche. Ezzalzouli begon na zijn terugkeer nog met FC Barcelona aan seizoen 2023/24, maar tekende in september 2023 voor vijf jaar bij Real Betis.

## Interlandcarrière
Ezzalzouli debuteerde op 23 september 2022 in het Marokkaans voetbalelftal. Bondscoach Walid Regragui liet hem toen in de 82e minuut invallen tijdens een oefeninterland tegen Chili. Regragui nam hem twee maanden later ook mee naar het WK 2022. Hierop mocht hij invallen in een groepswedstrijd tegen Kroatië, de achtste finale tegen Spanje en de halve finale tegen Frankrijk. Coach Issame Charaï nam Ezzalzouli in juni 2023 mee naar het Afrikaans kampioenschap –23. Zijn ploeggenoten en hij schreven dit toernooi op hun naam.

## Erelijst
| Afrikaans kampioen –23 | 1x | 2023 |